# Jolanta Napiórkowska-Kowalik
Jolanta Maria Napiórkowska-Kowalik (ur. 17 września 1939 w Warszawie, zm. 21 maja 2017 w Lublinie) – polska entomolog lepidopterolog.

## Życiorys
W 1962 ukończyła studia magisterskie na Uniwersytet Marii Curie-Skłodowskiej w Lublinie, w 1974 została doktorem nauk przyrodniczych, a w 1997 na lubelskiej Akademii Rolniczej przedstawiła pracę habilitacyjną pt. Wpływ żerowania owadów na zmiany fizjologiczne i biochemiczne roślin żywicielskich na przykładzie modelu galasotwórcze błonkówki – dęby. Prowadziła badania nad biologią, ekologią i szkodliwością gatunków z rodzaju Noctuidae, które występują w agrocenozach i na terenach zielonych miast. Pracując naukowo w Katedrze Entomologii Wydziału Ogrodnictwa i Architektury Krajobrazu Akademii Rolniczej w Lublinie zajmowała się parazytoidami regulującymi liczebność sówkowatych. Dorobek naukowy dr. hab. Jolanty Napiórkowskiej-Kowalik obejmuje 25 publikacji, z tego 18 jest oryginalnymi pracami naukowymi. W 1980-1986 przewodniczyła lubelskiemu oddziałowi Polskiego Towarzystwa Entomologicznego.
Zmarła 21 maja 2017, pochowana na cmentarzu katolickim przy ulicy Lipowej w Lublinie.

## Odznaczenia
- Złoty Krzyż Zasługi (1987);
- Medal Komisji Edukacji Narodowej (1995);
- Medal "Za Zasługi dla Rozwoju Polskiego Towarzystwa Entomologicznego (1998).